# Řadový motor

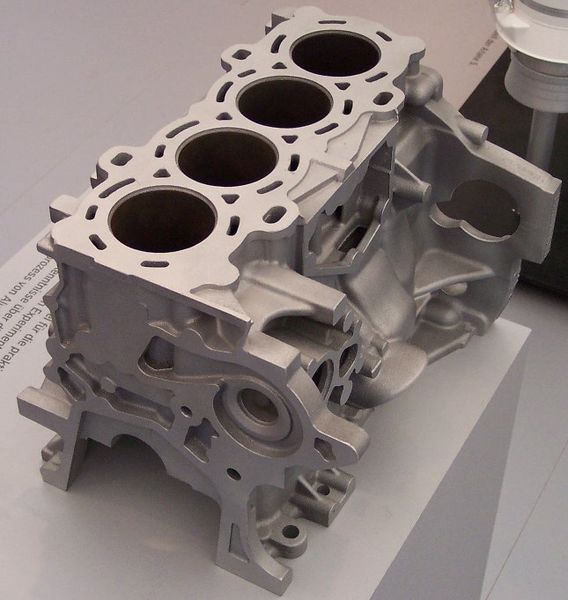
Blok čtyřválcového řadového motoru

Řadový motor je typ pístového spalovacího motoru. Označují se tak motory, jejichž válce jsou umístěny v jedné řadě. Jde o nejpoužívanější druh motoru v automobilovém průmyslu.
Tento motor je lépe vyvážený a má hladší chod oproti vidlicovému motoru.
Taktéž je řadový motor oproti vidlicovému vhodnější pro namontování turbodmychadla. Nejlépe vyvážen je šestiválcový řadový motor. 